# Manuel Valdés Larrañaga
Manuel Valdés Larrañaga (* 16. April 1909 in Bilbao; † 17. Oktober 2001 in Madrid) war ein spanischer Sportfunktionär, Faschist und Diplomat.

## Leben
Manuel Valdés Larrañaga heiratete María de la Piedad Colon de Carvajal (1915–1993) und wurde Marqués consorte de Avella. Er war ein geübter Schwimmer, war mehrmals spanischer Meister in verschiedenen Schwimmdisziplinen und Mitglied der spanischen Schwimm-Nationalmannschaft sowie im Wasserball.
Larrañaga studierte an der Hochschule für Architektur in Madrid und absolvierte sein Bachelor an der Universität Barcelona. Er war ein enger Freund des baskischen Architekten José Manuel Aizpurúa.
Politisch engagierte sich Larrañaga auf Seiten der Monarchisten. Im September 1933 gründete er mit José Antonio Primo de Rivera die Falange Española. Nach dem Putsch der Unión Militar Española im Juli 1936 wurde er von der Exekutive der zweiten Republik im Cárcel Modelo de Madrid in Haft genommen.
1939 begann seine Karriere im Staatsapparat von Francisco Franco. Er war zunächst Freiwilliger der División Azul. Recht bald trat er als Mitglied in die Junta del Colegios de Arquitectos de España (Faschistische Ständesvereinigungen) ein und wurde Dekan des Colegio de Arquitectos de Madrid
Im Jahr 1950 war Larrañaga kurzzeitig Präsident der Real Federación Española de Fútbol. Die nächsten zwanzig Jahre wurde er dann als Botschafter eingesetzt, zunächst in Santo Domingo (1951–1953), dann in Caracas (1954–1961), Kairo (1962–1963), Kuwait (1964–1968) und schließlich in Beirut (1968–1970), wo er zugleich auch bei der Regierung in Nikosia akkreditiert war.
1971 berief ihn Francisco Franco in seinen Staatsrat. Hier war Larrañaga auch in der Fundación Nacional Francisco Franco, einer faschistischen Stiftung aktiv.

## Veröffentlichungen
- De la Falange al Movimiento, 1936–1952, Fundación Nacional Francisco Franco, 1994, 391 S